# Залізниця Барселона — Вальєс
41°23′08″ пн. ш. 2°10′10″ сх. д. / 41.385544° пн. ш. 2.169411° сх. д.
Залізниця Барселона — Вальєс (кат. Línia Barcelona-Vallès) — залізниця стандартної колії, що сполучає Барселону з Сабаделью та Таррасою через Сьєрра-де-Кольсерола у Каталонії, Іспанія. 
Назва походить від каталонського історичного регіону Вальєс, де проходить більша частина лінії. 
Станція Барселона-Каталонія є кінцевою зупинкою лінії у Барселоні. 
Далі лінія продовжується на північ і двічі розгалужується, перш ніж залишити межі міста. 
Її основний маршрут розгалужується на дві частини в Сан-Кугат-дал-Бальєс, до Сабадель і Терраси. 
Має 40 пасажирських станцій і загальна довжина лінії 48,1 км.
Початок лінії датується 1863 роком, коли була відкрита приватна залізниця з Барселони до тоді відокремленого міста Саррія. 
В 1912 році каталонський інженер Карлес Емілі Монтаньес створив компанію «Ferrocarriles de Cataluña» (FCC), щоб придбати лінію та продовжити її на північ. 
Після послідовних продовжень лінія досягла Терраси та Сабаделли в 1919 та 1922 роках відповідно. 
В 1977 році FCC оголосила, що вся лінія була закрита через погані економічні результати компанії. 
Тим не менш, іспанський уряд запобіг цьому, взявши її під контроль. 
Залізниця була передана уряду Каталонії в 1979 році і відтоді управляється Ferrocarrils de la Generalitat de Catalunya (FGC). 
Лінії Барселонського метро 6, 7 і 12 обслуговують міські лінії у межах Барселони, тоді як решта лінії функціонує як система високочастотної приміської залізниці, відома як метро Вальєс (кат. Metro del Vallès). 
Ця мережа також включає фунікулер Вальвідрера, що також є під орудою FGC. 
Лінія Барселона-Вальєс є частиною інтегрованої системи громадського транспорту Autoritat del Transport Metropolità (ATM) для метрополійного регіону Барселона.

#### Трафік
| лінія | з                   | до                      | кількість станцій | інтервал | інтервал | інтервал | інтервал | час в дорозі | примітки |
| лінія | з                   | до                      | кількість станцій | RH       | MD       | OP       | WE       | час в дорозі | примітки |
| ----- | ------------------- | ----------------------- | ----------------- | -------- | -------- | -------- | -------- | ------------ | --- |
| L6    | Барселона-Каталонія | Саррія                  | 8                 | —        | 6′       | 8′       | 15′      | 12′          | Під час ранкової години пік L6 не працює; Потяги S5 і S55 працюють як один маршрут. У годину пік після обіду послуги L6 чергуються з маршрутами S5 та S55. |
| L7    | Барселона-Каталонія | Авінгуда-Тібідабо       | 7                 | 6′       | 6′       | 8′       | 15′      | 10′          | |
| L12   | Саррія              | Реїна-Елісенда          | 2                 | 4′       | 4′       | 6′       | 6′       | 2′           | |
| S1    | Барселона-Каталонія | Террасса-Насіонс-Унідес | 19                | 10′      | 12′      | 15′      | 20′      | 41′          | Потяги S1 і S2 зупиняються на всіх станціях, крім Сант-Херваси, Ла-Бонанова і Лес-Трес-Торрес .                                                            |
| S2    | Барселона-Каталонія | Сабадель-Парк-дель-Норд | 18                | 10′      | 12′      | 15′      | 20′      | 42′          | Потяги S1 і S2 зупиняються на всіх станціях, крім Сант-Херваси, Ла-Бонанова і Лес-Трес-Торрес .                                                            |
| S5    | Барселона-Каталонія | Сант-Кугат              | 11                | 12′      | —        | —        | —        | 25′          | Потяги S5 і S55 зупиняються на всіх станціях, крім Пеу-дель-Фунікулар, Байксадор-де-Вальвідрера і Лес-Планес .                                             |
| S5    | Барселона-Каталонія | Рубі                    | 14                | 12′      | —        | —        | —        | 32′          | Потяги S5 і S55 зупиняються на всіх станціях, крім Пеу-дель-Фунікулар, Байксадор-де-Вальвідрера і Лес-Планес .                                             |
| S55   | Барселона-Каталонія | Автономний університет  | 15                | 12′      | —        | —        | —        | 33′          | Потяги S5 і S55 зупиняються на всіх станціях, крім Пеу-дель-Фунікулар, Байксадор-де-Вальвідрера і Лес-Планес .                                             |

## Рухомий склад
| Серія      | Фото | Тип          | Макс. швидкість | Макс. швидкість | Кількість | Вагонів у потязі | Місць сидячих | Загальна місткість | Введення вексплуатацію | Посилання |
| Серія      | Фото | Тип          | km/h            | mph             | Кількість | Вагонів у потязі | Місць сидячих | Загальна місткість | Введення вексплуатацію | Посилання |
| ---------- | ---- | ------------ | --------------- | --------------- | --------- | ---------------- | ------------- | ------------------ | ---------------------- | --------- |
| 112 Series |      | Електропоїзд | 90              | 56              | 22        | 4                | 232           | 722                | 1995–1996, 2003        | [ 1 ]     |
| 113 Series |      | Електропоїзд | 90              | 56              | 19        | 4                | 188           | 780                | 2014                   | [ 2 ]     |
| 114 Series |      | Електропоїзд | 90              | 56              | 5         | 3                | 124           | 605                | 2014                   | [ 3 ]     |
| 115 Series | —    | Електропоїзд | —               | —               | 15        | 4                | —             | —                  | 2019                   | [ 4 ]     |